# Saint-Remy (Luik)
Saint-Remy is een plaats en deelgemeente van de Belgische gemeente Blegny. Saint-Remy ligt in de Waalse provincie Luik.

## Geschiedenis
Saint-Remy behoorde vanouds tot het graafschap Dalhem. Vanaf de Franse tijd tot de gemeentelijke fusies van 1977 was Saint-Remy een zelfstandige gemeente, waarna het een deelgemeente van Blegny werd. 
Het patronaatsrecht en het tiendrecht van de parochiekerk behoorden toe aan de Abdij van Saint-Maur te Verdun, welke deze rechten in de 13e eeuw verkocht aan de Abdij van Val-Dieu.
In de 20e eeuw werd de steenkool onder het dorp gewonnen vanuit de Steenkolenmijn van Hasard. In het buurdorp Cheratte was de mijnzetel waar de kool boven de grond kwam.

## Demografische ontwikkeling
- Bronnen:NIS, Opm:1831 tot en met 1970=volkstellingen, 1976= inwoneraantal op 31 december

## Bezienswaardigheden
- Sint-Remigiuskerk
- Pastorie van 1728, aan Rue des Combattants 138.
- Enkele historische boerderijen.

## Natuur en landschap
Saint-Remy ligt in het dal van de beek Bolland, en enkele honderden meters westelijk daarvan ligt het dal van de Julienne. Saint-Remy ligt in het Land van Herve.

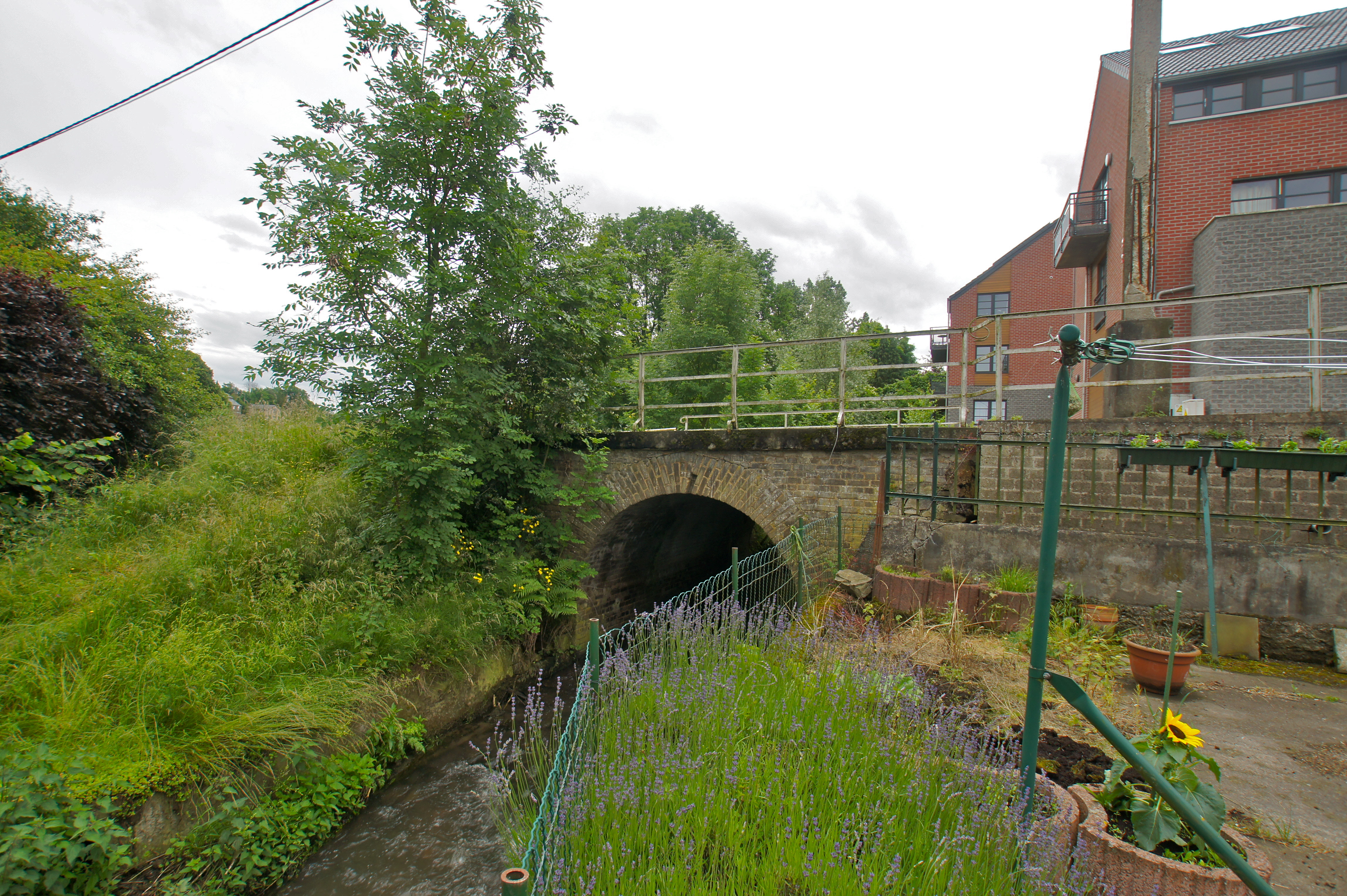
Brug over de Bolland

## Nabijgelegen kernen
Feneur, Richelle, Housse, Blegny, Trembleur
Deelgemeenten: Barchon · Housse · Mortier · Saive · Saint-Remy · Trembleur

Overige plaatsen: Blegny · Leval · Loneux · Parfondvaux

Belgische gemeenten · arrondissement Luik · provincie Luik · Wallonië